# Romeleåsen

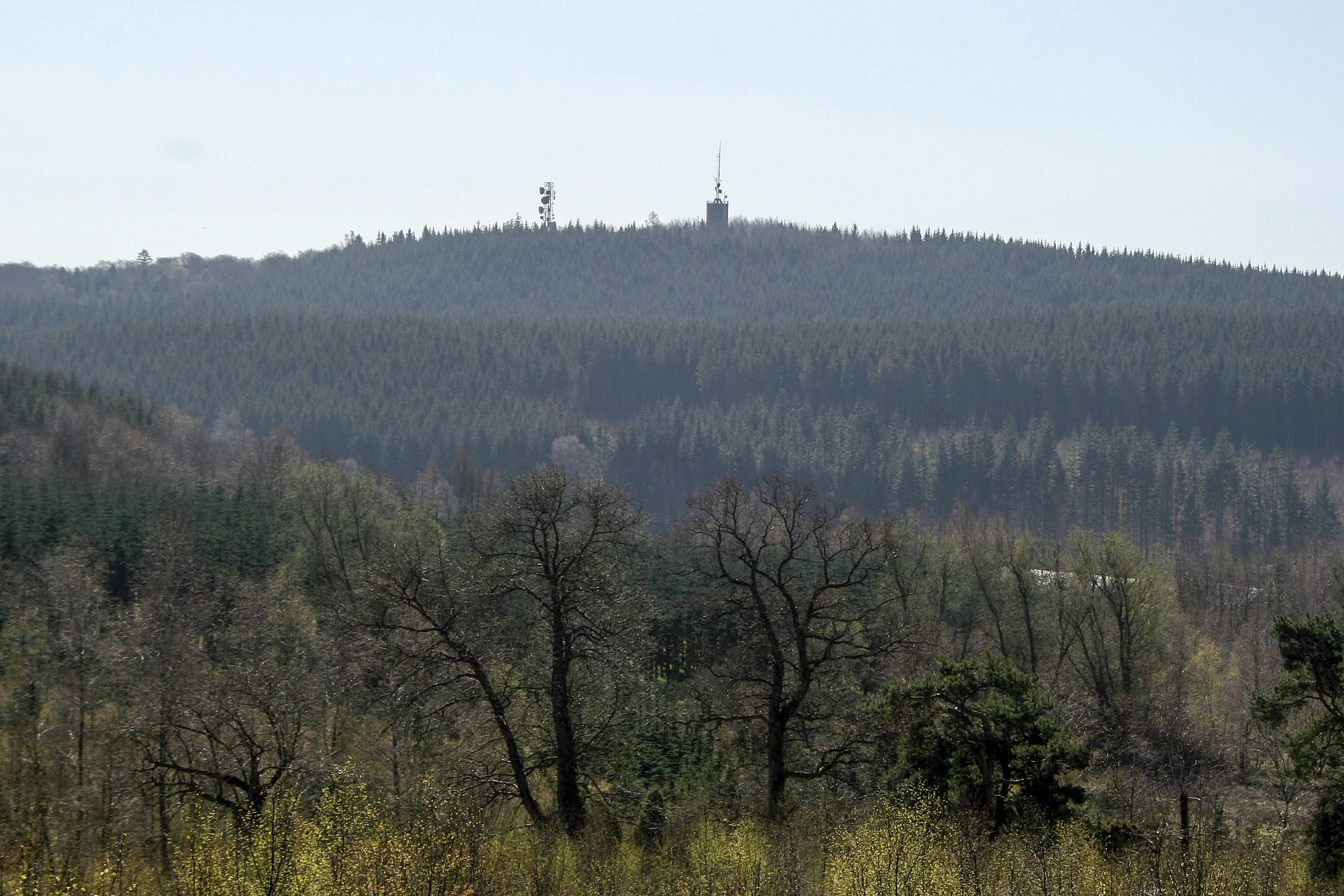
Romele klint

De Romeleåsen zijn een heuvelrug in het Zuid-Zweedse landschap Skåne. De heuvelrug is 30 kilometer lang en loopt ongeveer van Billebjer iets ten oosten van Lund en loopt in zuidoostelijke richting tot ongeveer 15 kilometer ten noorden van de stad Ystad.
De Romeleåsen is de zuidelijkste horst in Zweden. De Romeleåsen bestaan in tegenstelling tot de omliggende gebieden vooral uit gneis en gneisgraniet. De heuvelrug bestaat voor een groot deel uit heide, ook groeien er op veel plaatsen bossen, dit zijn zowel loofbossen als naaldbossen. Het hoogste punt van de heuvelrug is de Kläggeröd, dit punt ligt op 186 meter boven de zeespiegel. De 175 meter boven de zeespiegel gelegen Romeleklint is het hoogst boven zijn omgeving uitstekende heuvel behorend tot de heuvelrug. Vanaf deze heuvel heeft men een ver uitzicht in alle richtingen en in het westen kan men Malmö en de Sontbrug zien liggen.